# 宏观经济学
總體經濟學（英語：Macroeconomics，來自希臘語前綴makro-意為“大”+經濟學，日韓譯作巨視經濟學），簡稱總經，指以國民收入、經濟整體的投資和消費等總體性統計數據分析宏观经济運行規律的經濟學領域。其稱呼乃相對於古典的個體經濟學而言，乃是自约翰·梅纳德·凱恩斯的《就業、利息和貨幣通論》發表以來，快速發展的經濟學分支。

## 歷史簡介
亞當·史密斯於其著作《國富論》中即已討論一國經濟成長的原因與條件。而一直到20世纪初期的主流經濟學家，對其討論多著重於經濟成長面向。
在1929年至1939年間，採行自由經濟的歐美國家產生嚴重的經濟衰退，這現象被稱為經濟大恐慌或大蕭條，這經濟大蕭條期間，失業嚴重，各類商品產量又急遽下降。
在經濟大蕭條之前，當時主流學者不認為經濟衰退是嚴重且長久的現象，這些古典經濟學家延續著市場經濟論，認為自由市場的價格機能如同一隻看不見的手，可使社會自動達成充分就業，否定有效需求不足與高失業率同時存在的可能，其觀點以法國經濟學家讓-巴蒂斯特·賽伊為代表，他認為供給可以創造出同額的需求，而此看法被後人稱為賽伊定律。
但上述的看法卻與大蕭條時期的經濟狀況不符，經濟大蕭條持續了十年，嚴重的失業現象未曾消失。是故，在此背景之下，凱恩斯在1936年發表了《就业、利息和货币通论》(簡稱為《通论》)，為現代總體經濟學的起點。凱因斯認為，政府應在經濟衰退時提出各種政策以刺激需求，進而達到減緩失業與恢復經濟繁榮的目的。
到1970年代，新的總體經濟問題遂生。在1974年至1975年及1980年至1982年間，歐美各國陷入二次大戰之後最嚴重的經濟衰退，因石油危機、高通貨膨脹及高失業率產生的問題。凱因斯的理論逐漸受到其他學說的挑戰。這些理論包含了以米爾頓·傅利曼為代表的貨幣學派和以小羅伯特·盧卡斯與托馬斯·薩金特為代表的新興古典學派，而米爾頓·傅利曼與小羅伯特·盧卡斯分別於1976年和1995年因該等理論而獲得了諾貝爾經濟學獎。

## 研究对象
總體经济学所欲研究的问题為，一国既有的各种生产资源（如劳动力，土地，自然资源以及资本）实际上会有多少被投入于各生产部门，并且研究投入后所产生的各种现象，及这些现象背后的原因和规律。具体而言，有以下三大主要命題：

### 经济周期问题
经济周期问题，有时候也被称为经济周期理论或者经济危机理论。其研究的主题是为何一些国家的国民收入在其长期增长趋势中会出现週期性波动。

### 经济增长问题
经济增长问题，亦称为经济成长理论或经济发展理论。其讨论的主要问题是在特定国家的历史发展过程中，制约和促进国民收入的主要因素和规律。从總體经济学的角度讲，拉动一国或经济体增长的要素有三，分别是投资、消费、出口，俗称“三架马车”。研究经济增长问题的著名经济学家包括罗伯特·索洛，保罗·罗默等，其中，罗伯特·索洛获得了1987年诺贝尔经济学奖。

#### 世界的經濟增長

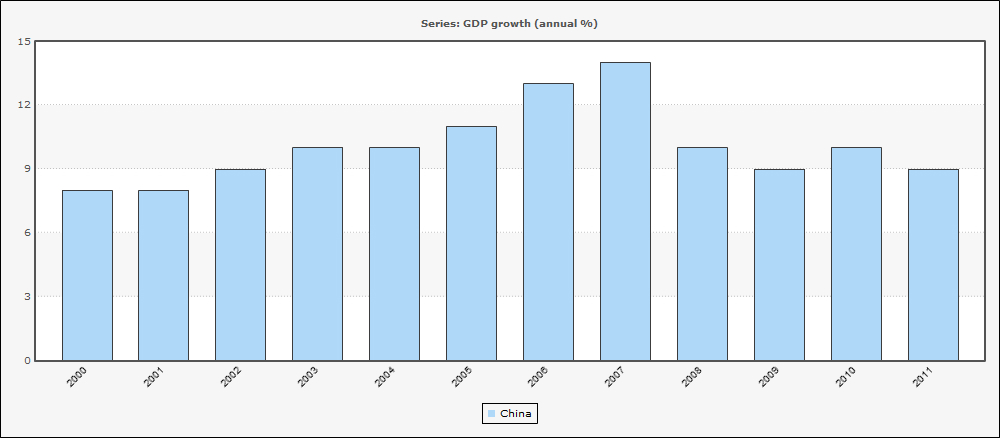
2000-2011中国GDP增长率

#### 经济增长的国际比较（巴西、俄罗斯、印度、中国）

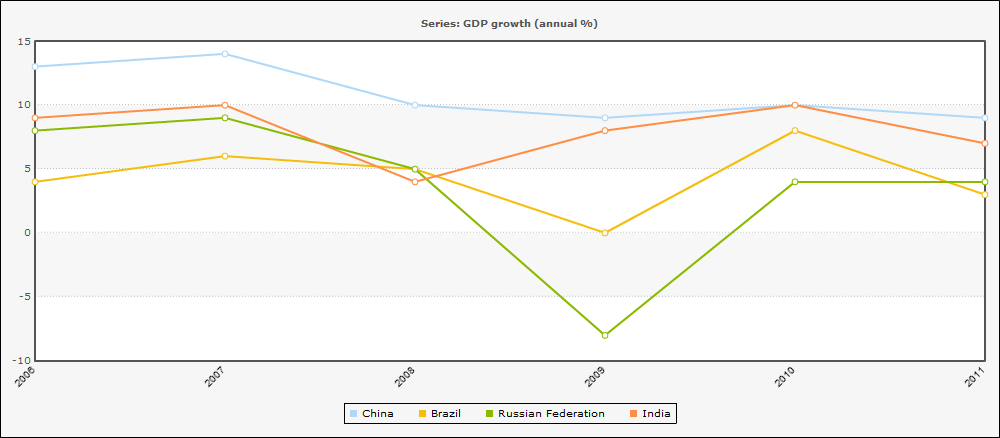
中国、巴西、俄罗斯、印度GDP增长率

### 国民收入和就业问题
国民收入和就业问题，有时也被称为国民收入决定理论、就业理论或失业理论。具体来讲，就是研究某一时期国民收入的总量和就业量（或失业量）如何形成。

## 宏观经济学诸学派
- 传统凯恩斯宏观经济学
- 後凱恩斯學派
- 供给学派
- 新古典綜合學派
- 貨幣學派
- 理性预期宏观经济学
- 新古典派宏观经济学
- 新凱恩斯學派

## 宏观经济学中的一些概念
- 挤出效应
- 国内生产总值（GDP）
- 國民生產總值（GNP）
- 物价指数
- 失业率
- 菲利普斯曲线
- 产权
- 货币
- 庇古效应
- 边际消费倾向
- 凯恩斯效应
- 無條件基本收入
- 軍事凱因斯主義
- 消費函數（英语：Consumption function）
- 通货膨胀
- 财政政策
- 货币政策

## 代表人物
- 米爾頓·佛利民 (傅利曼)
- 顧志耐(被稱為國民經濟學之父)
- 曼昆

### 書籍
- ［英］约翰·梅纳德·凯恩斯 著，高鸿业 重译《就业、利息和货币通论》（汉译世界学术名著丛书）商务印书馆，1999。
- ［加］迈克尔·帕金 著，张军 等 译《宏观经济学》 第8版 人民邮电出版社，2011。
- Robert M. Solow, "A Contribution to the Theory of Economic Growth", The Quarterly Journal of Economics, Vol. 70, No. 1 (Feb., 1956), pp. 65–94